# Dear Heaven
「Dear Heaven」（ディア ヘブン）は、塩ノ谷早耶香のデビューシングル。2013年1月23日にキングレコードより発売された。

## 概要
「MAXI+DVD」の1形態のみ。「Dear Heaven」のミュージックビデオには、千葉雄大と有村架純が出演した。

## 収録曲
CD
1. Dear Heaven
  - 作詞：Masato Odake / 作曲：Tatsuro Mashiko / 編曲：Yuuta Nakano

映画『渾身 KON-SHIN』サポーターズソング
日本テレビ系『ハッピーMusic』POWER PLAY
2. ONE
  - 作詞：Kanata Okajima / 作曲：Erik Lidbom・Taisho / 編曲：Erik Lidbom
3. Calling Out
  - 作詞：P.O.S. / 作曲：S1CKONE・FAST LANE & LISA DESMOND / 編曲：S1CKONE

オートバックス（関西エリア）「カーナビスーパーフェア」CMソング
4. Dear Heaven -Instrumental-
5. ONE -Instrumental-
6. Calling Out -Instrumental-

DVD
1. Dear Heaven Music Video
2. Dear Heaven Music Video -Story Ver.-